# بيسكاتاواي
بيسكاتاواي هي مدينة في ولاية نيوجيرسي في الولايات المتحدة الأمريكية.

## أعلام
- ليزا ماري
- كارل أنتوني تاونز
- مارفن بوكر
- كايل ويلسون
- أنتوني ديفيس